# 日吉村 (愛知県)
日吉村（ひよしむら）は、愛知県八名郡にかつてあった村。
現在の新城市の一部（日吉・吉川など）に該当する。

## 歴史
- 1878年（明治11年） - 塩沢村、鳥原村が合併し、日吉村となる。
- 1889年（明治22年）10月1日 - 日吉村、吉川村が合併し、日吉村が発足。
- 1906年（明治39年）7月1日 - 乗本村と合併し、舟着村発足。同日日吉村は廃止。